# 핑거 푸드

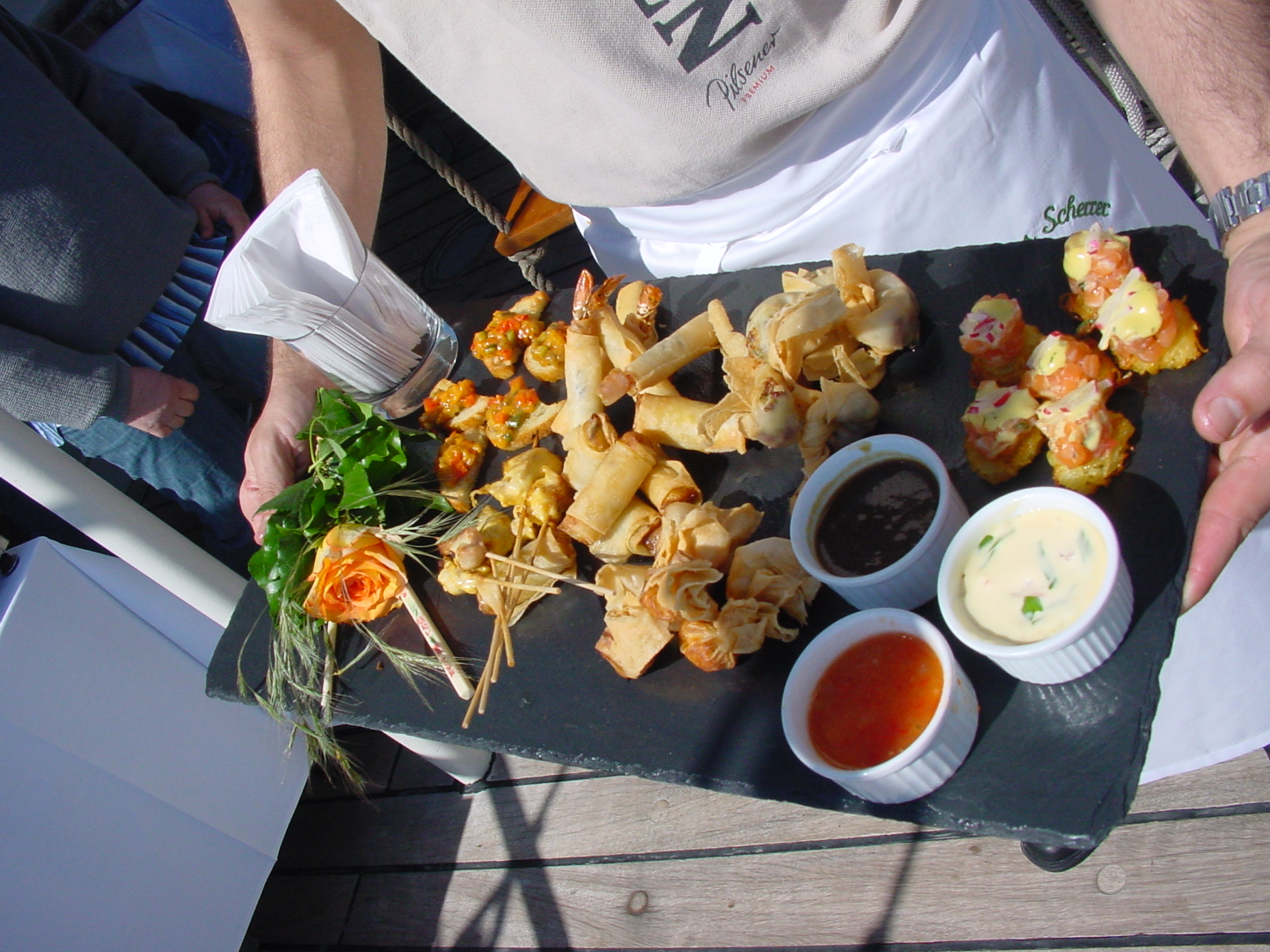
서빙되는 핑거 푸드

핑거 푸드(finger food)는 나이프나 포크, 젓가락과 같은 도구를 사용하지 않고 손으로만 먹는 음식을 말한다. 여러 문화권에서는 음식을 거의 언제나 맨손으로 먹기도 하는데, 예로 들 수 있는 에티오피아 요리의 경우는 빵의 일종인 은저라를 집어 여러 요리를 싸먹는다.
맨손으로 먹는 것이 일반적인 핑거 푸드로는 고기 파이, 소시지 롤, 막대에 꽂은 소시지, 막대에 꽂은 치즈와 올리브, 닭다리와 닭날개, 춘권, 작은 키시, 사모사스, 양파 바지, 보쌈, 웨지감자, 볼로방, 꼬치, 리소토 볼이 있다. 이외에도 대표적인 맨손 음식으로 피자, 핫도그, 과일, 빵을 들 수 있다.
많은 국가에는 결혼식, 약혼식, 생일, 기타 여러 가지 행사에서 먹을 핑거 푸드를 제공하는 출장 연회 사업이 있다. 특히 결혼식에서는 가격이 저렴하고 다양한 메뉴를 선택해서 즐길 수 있기 때문에 인기가 많다. 키시, 파테, 캐비어, 티 샌드위치 같은 미식가의 오르되브르는 공식적인 행사에 적당하며, 채썬 과일이나 크래커, 쿠키와 같이 흔히 먹을 수 있는 음식은 격식을 차리지 않은 일반적인 행사에서 많이 나온다.

## 참고 문헌
- Finger Food, Elizabeth Wolf-Cohen ISBN 978-1842155073
- The Essential Finger Food Cookbook (Essential Cookbooks (Thunder Bay Press)), Wendy Stephen ISBN 978-1571459619